# Religión en la República Popular China

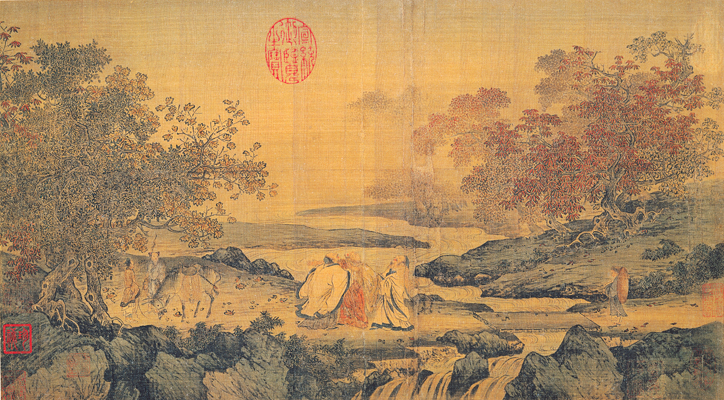
Pintura de la dinastía Song representando a un budista, un taoísta y un confuciano riendo juntos.

Las religiones predominantes de China son el budismo, el taoísmo, el confucianismo y la religión tradicional china que, en muchos casos, son practicadas conjuntamente y una forma de sincretismo religioso. Sin embargo, una gran mayoría de la población no se identifica con ninguna religión.
Desde la creación de la República Popular China en 1949 el país es oficialmente un Estado ateo.
Las estadísticas sobre religión varían según la fuente. En el año 2007 el gobierno chino daba la cifra oficial de 100 millones de creyentes en el país, lo que significaría menos del 10% de la población. Sin embargo, según un estudio de la Universidad de Shanghái de ese mismo año, un 31,4% de chinos (unos 300 millones) se declaraban religiosos. se ha comprobado que existen segmentos de población joven con un mayor índice de religiosidad que segmentos de población más envejecida.
Según el think tank estadounidense Pew Research Center en el año 2020, un 52.2% de la población no era religiosa, y un 47.8% era fiel a alguna religión — un 28.98% de la población seguirían al Shenismo, un 15.87% serían budistas, un 2.50% serían cristianos, y un 0,45% seguirían al Islam.

## Budismo

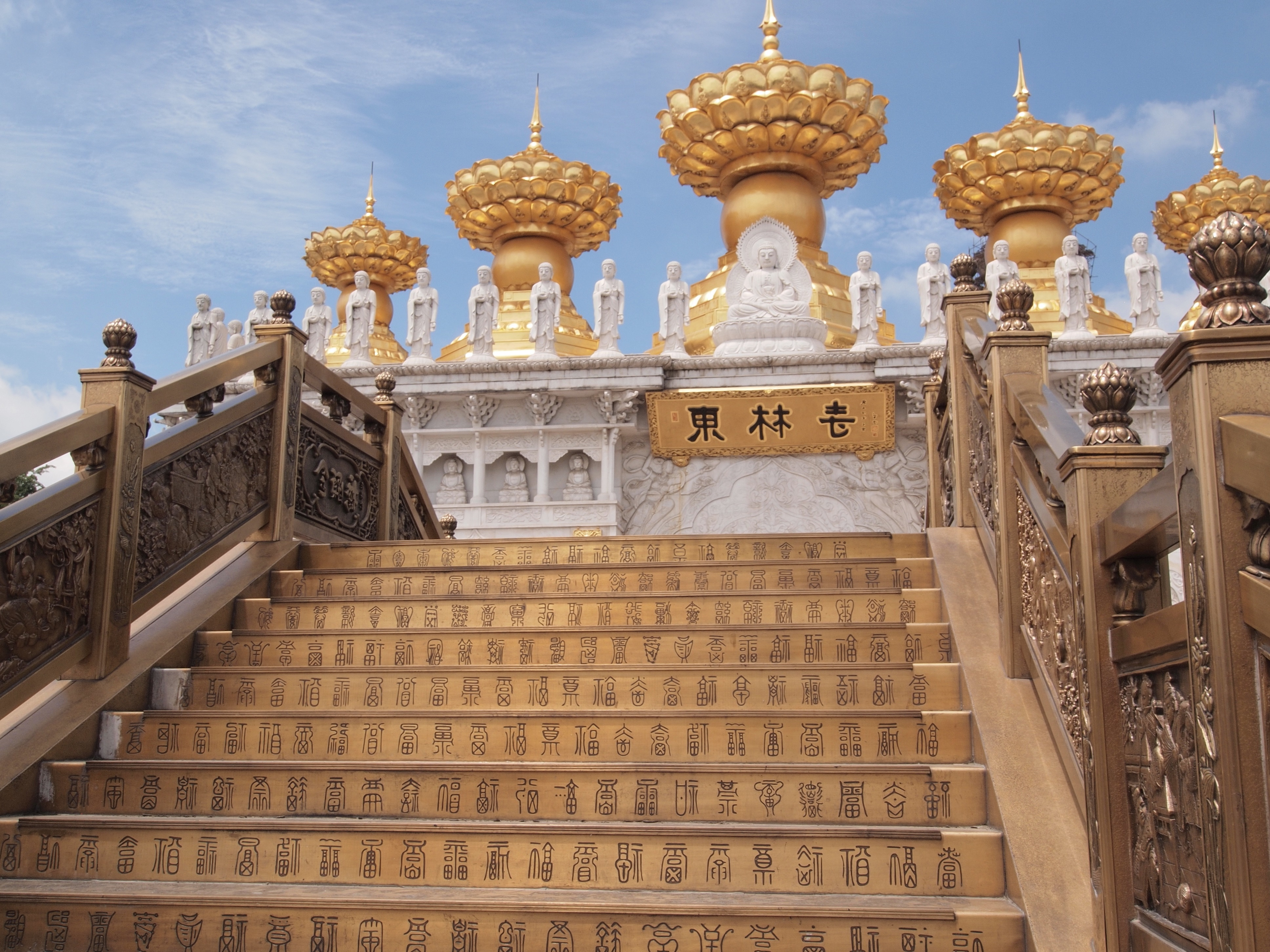
Templo budista en Shanghái.

Según datos de TheDharma.com la cantidad de budistas en China puede variar del 60% al 80% (entre 600 y 1000 millones) pero es probable que se refiera a los que siguen el budismo de forma sincrética con otras religiones tradicionales así como aquellos que lo siguen más como una filosofía que como una religión. El gobierno brinda cierto apoyo al budismo, como por ejemplo, el patrocinio del Foro Mundial Budista.
El Foro Mundial Budista fue celebrado en las ciudades de Hangzhou y Zhoushan, provincia de Zhejiang, con el apoyo del gobierno chino y la participación del Panchen Lama designado por el gobierno chino. Se realizó entre el 13 y el 16 de abril del 2006.
Participantes: 
- Venerable Maestro Yi

El budismo tibetano o lamaísmo es practicado en Tíbet y Mongolia Interior, pero tiene un fuerte control estatal para impedir que haya sentimientos independentistas. El gobierno chino designó a un Panchen Lama (segundo jerarca del lamaísmo después del dalái lama) y continúa teniendo tensas relaciones con el dalái lama a quien consideran un líder subversivo. 
Las tradiciones budistas chinas más practicadas son de tipo Mahāyāna, entre las cuales destaca el budismo zen y Tierra Pura.

## Taoísmo, confucianismo y la religión tradicional China

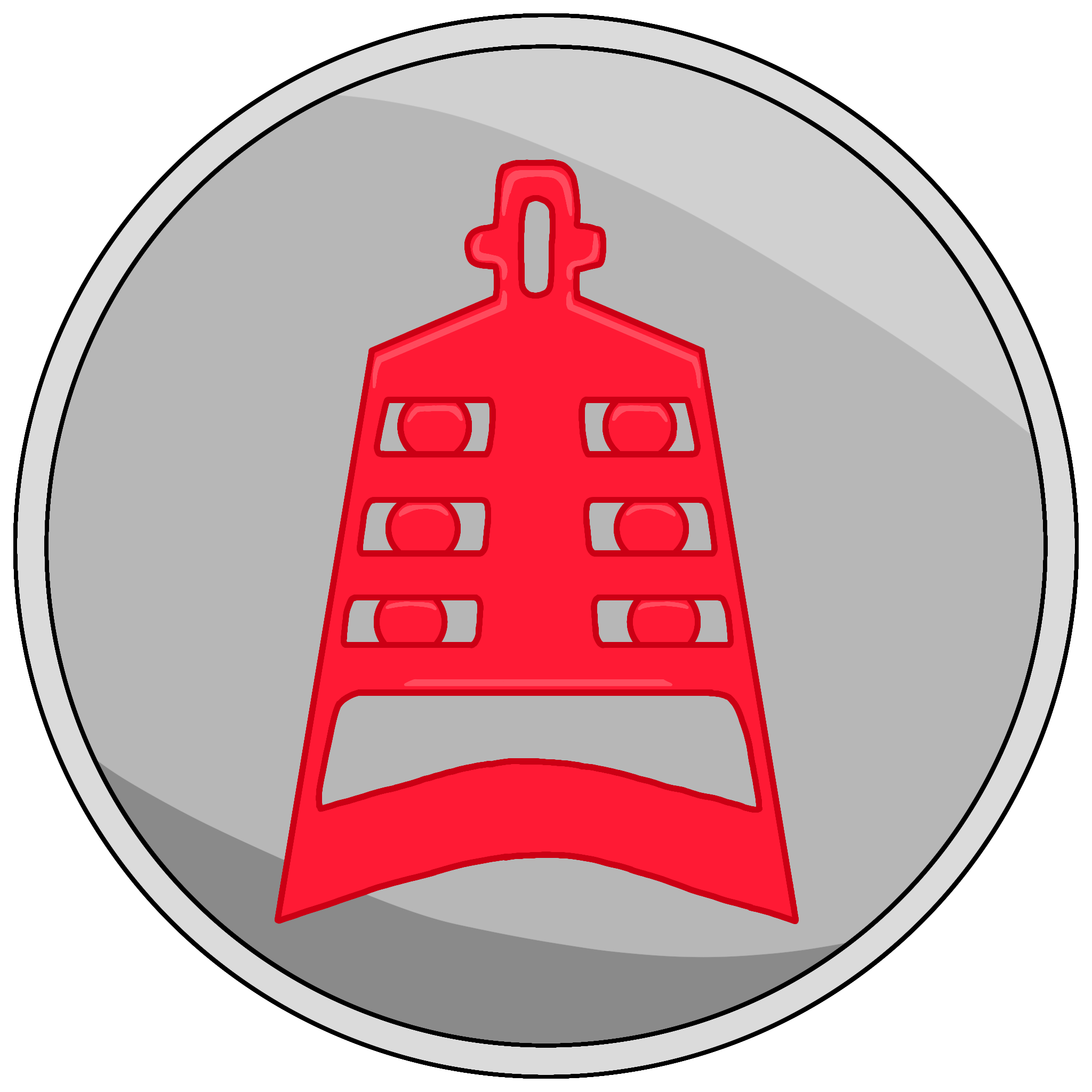
Símbolo del confucianismo.

Algunos recuentos calculan que el taoísmo tiene unos 400 millones de seguidores, aunque el dato nunca ha sido exacto. En Adherents.com se establece que la religión tradicional china cuenta con unos 300 millones de seguidores, pero es difícil saber el número exacto de tradicionalistas chino principalmente porque muchos de estos se declaran como budistas. Tampoco hay datos sobre la cantidad de confucianos. 
En términos generales, la mayoría de los chinos practican simultáneamente el budismo, el taoísmo, el confucianismo y la religión tradicional china, aunque también existen muchos que siguen el budismo exclusivamente, siendo esta la religión “organizada” más grande de China y una de las pocas que goza de patrocinio estatal.

## Cristianismo

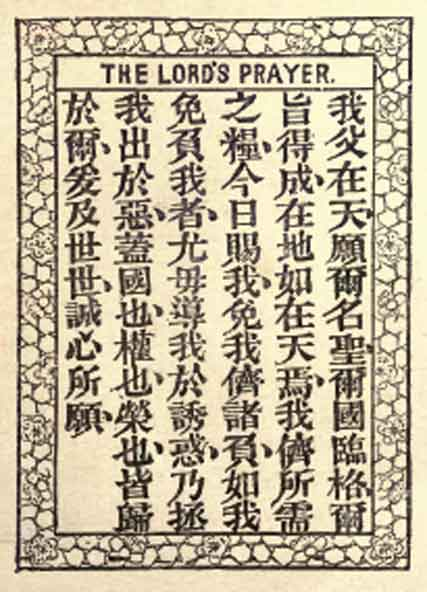
Padre nuestro en chino.

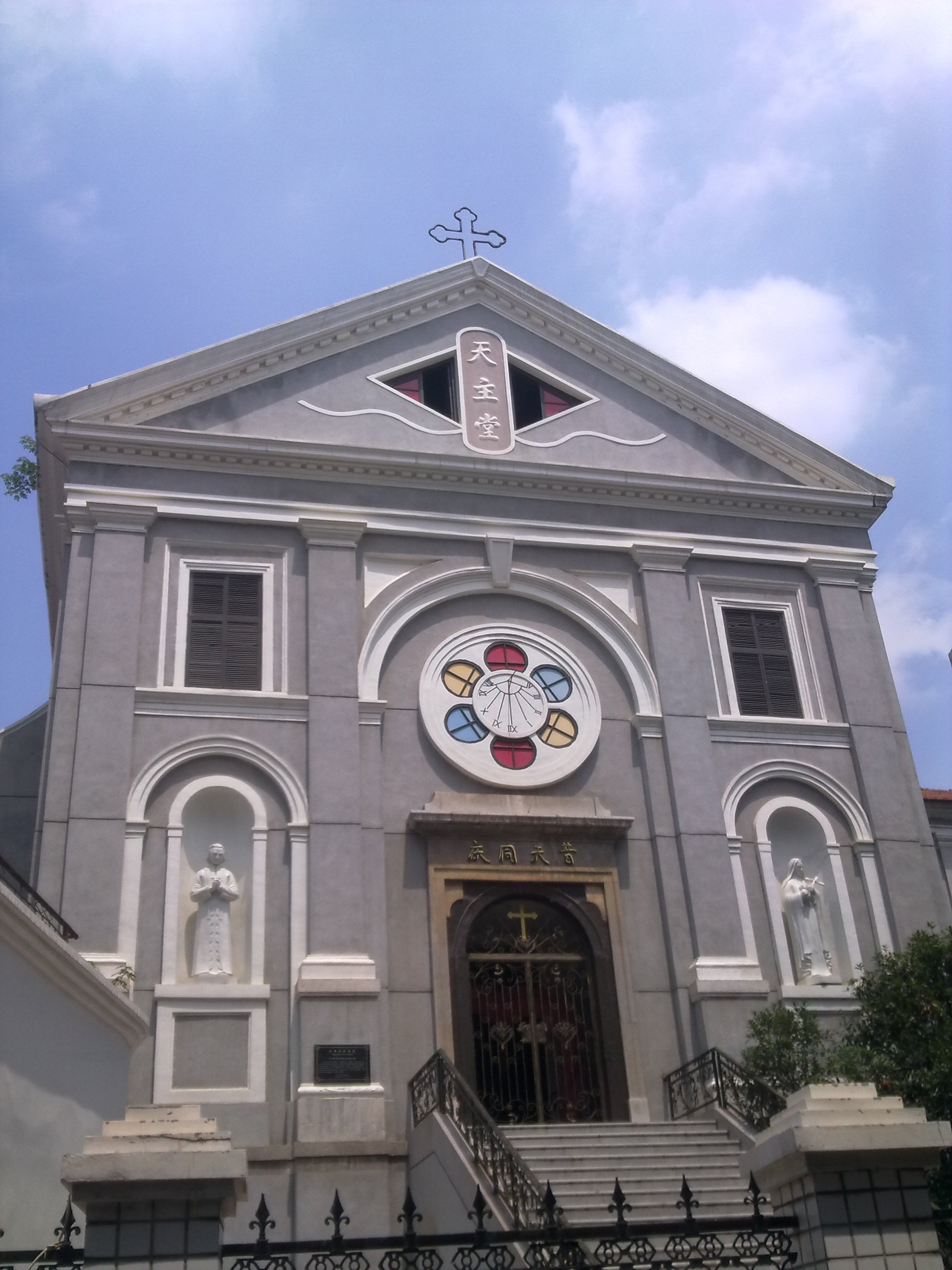
Iglesia en Hubei.

Según una encuesta realizada en 2007 por la Universidad Normal del Este de China, se declaran religiosos el 31,4% de los chinos mayores de 16 años: En 1949 la población cristiana católica en China era de 3 a 4 millones. El Centro De Estudios Espíritu Santo estima que es de 12 millones. El fervor por el cristianismo no implica una ruptura con la tradición. En China las religiones occidentales aceptan aspectos de la cultura local, incluida la veneración por los antepasados.

## Islam

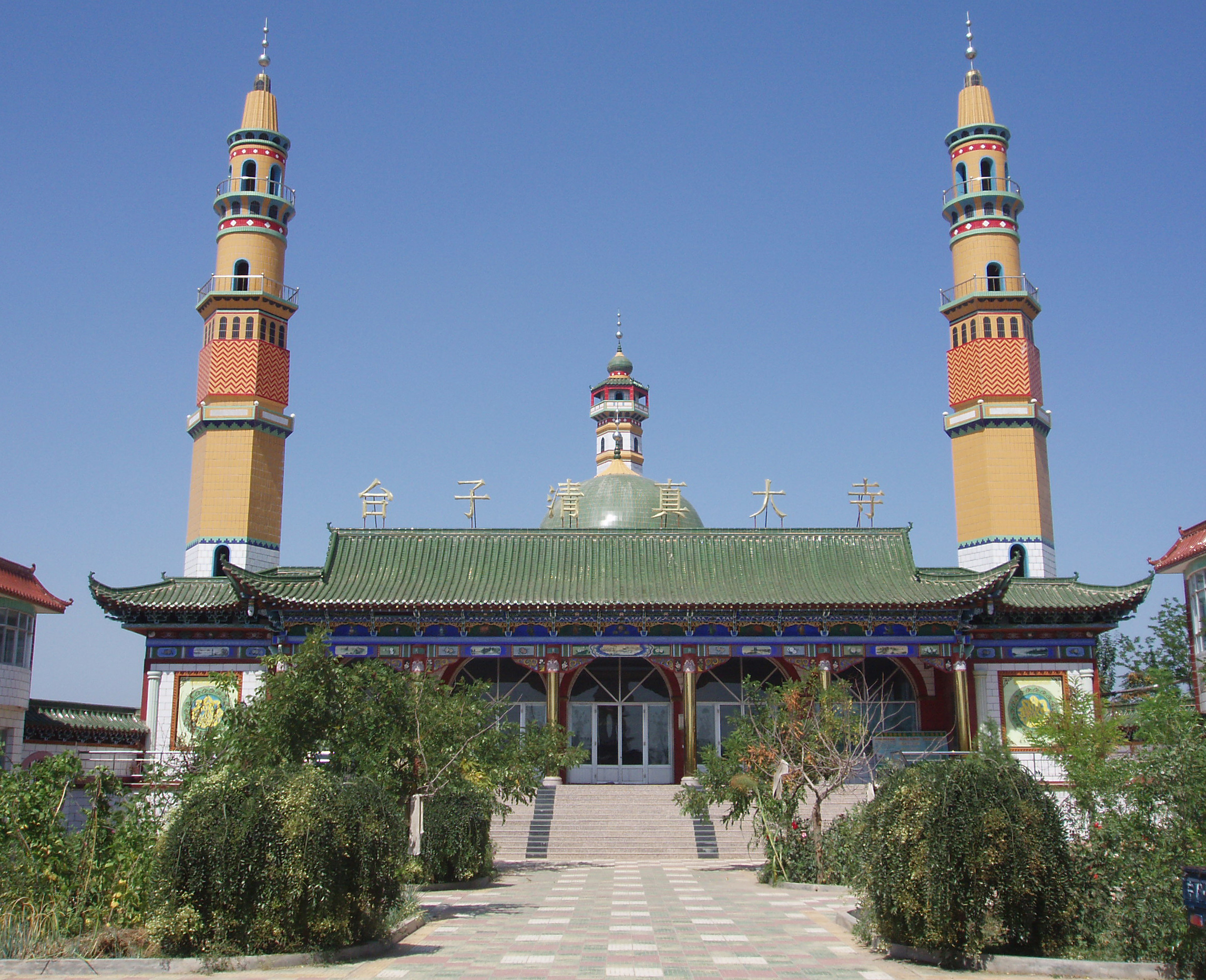
Mezquita en Yinchuan.

El Islam es la religión tradicional de diferentes pueblos y nacionalidades de China como los musulmanes uigures y los hui, aunque sólo representan el 1% de la población y fueron perseguidos durante la Revolución Cultural de Mao (destrucción y cierre de mezquitas, quemas del Corán, etc.). La región de Xinjiang tiene más de 15.000 mezquitas y centros de oración, uno por cada pueblo musulmán.
En la República Popular China la Región Autónoma Uigür de Xinjiang, que cuenta con una importante población musulmana sufre un conflicto violento vinculado a las aspiraciones independentistas de los uigures. La región fue temporalmente independiente desde 1933 a 1945. A partir de 1949, año en el que triunfaba la Revolución China liderada por Mao Zedong, Xinjiang pasaría a estar incorporada al territorio de la República Popular y bajo gobierno comunista quedando restringida la práctica del Islam.
A mediados de los años noventa con la transformación internacional del yihadismo hacia objetivos globales, se experimentó una intensificación del activismo terrorista por parte de uigures radicalizados que querían volver a los tiempos del Turkestán Oriental independiente. Iniciándose la perpetración de atentados en la región y en otros lugares de China, incluyendo un ataque bomba que estalló en Pekín en 1997 provocando 2 muertos. El conflicto empezó a conocerse internacionalmente tras hacerse un hueco en los medios de comunicación occidentales tras el 11 de septiembre.
Si bien el conflicto se dio firmemente a conocer con la cadena de atentados que los yihadistas iugures cometieron durante los juegos olímpicos, aprovechado como era de prever, el alto impacto mediático.[130] Los atentados son los siguientes: 3 policías asesinados el 12 de agosto; un policía asesinado, dos heridos y 10 asaltantes yihadistas muertos el 10 de agosto en el marco de un atentado suicida perpetrado con una moto contra una instalación policial en la ciudad de Kuqa y al que siguieron diversas escaramuzas; y 16 policías muertos el día 4 del mismo mes en un puesto aduanero de Kashgar, dentro de la provincia musulmana de Xinjiang, atestiguan este incremento en la visibilidad del terrorismo yihadista en China.

## Judaísmo
La historia de los judíos en China refiere a la historia del pueblo judío en el actual territorio chino. Los judíos han estado presentes dentro la historia de la antigua China; aunque muchas veces se mantuvieron en la discreción y otras veces activos, los pueblos semitas se distribuyeron principalmente en la región norte y central, pero se concentraron principalmente en los puertos y ciudades.

## Otras religiones

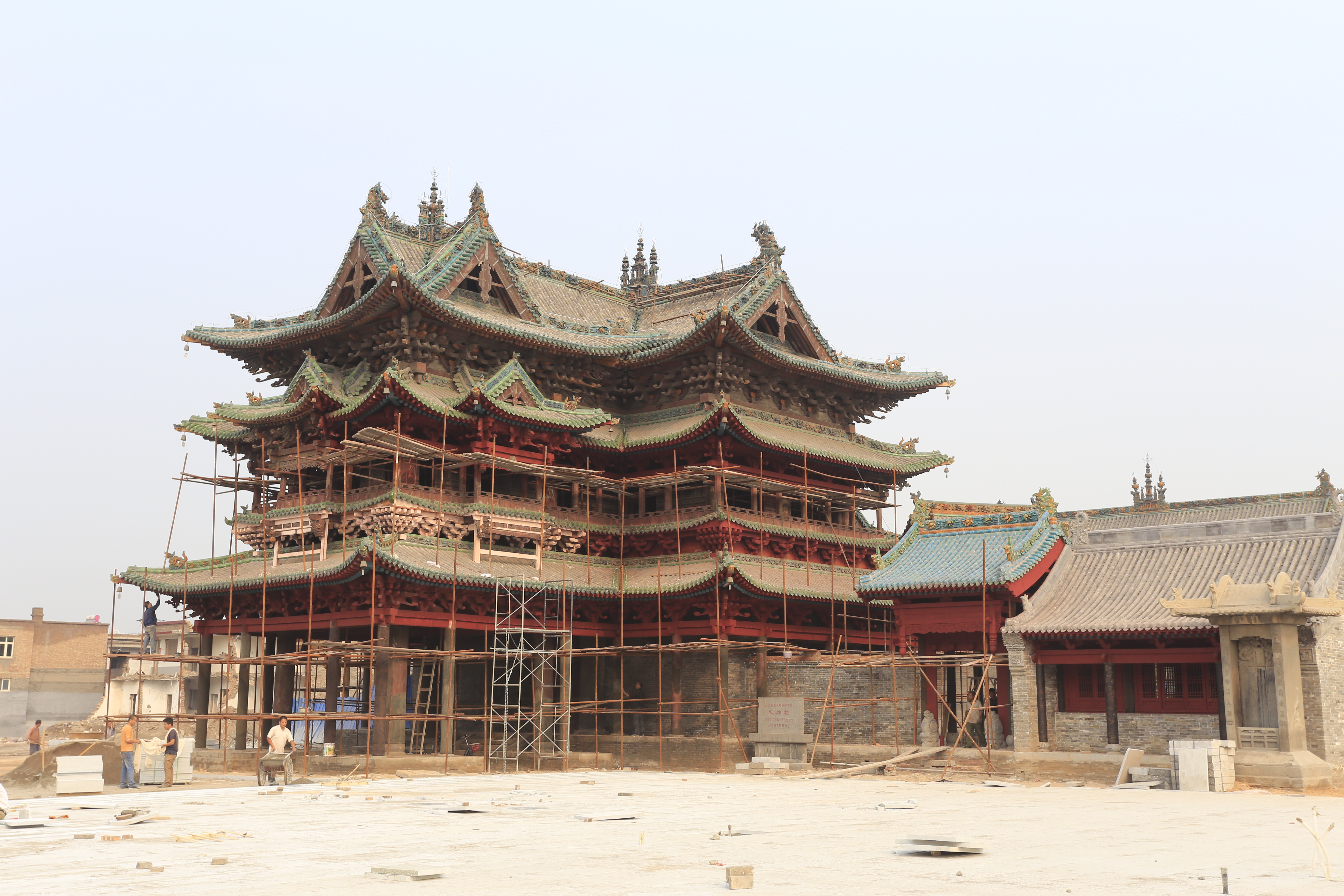
Templo zoroastriano antiguo en Shanxi.

China recibió la visita en el pasado remoto de comunidades de judíos, zoroastrianos, maniqueos y cristianos nestorianos que han desaparecido prácticamente. Las prácticas chamanistas son seguidas por muchas de las nacionalidades (como los Yugur que, sin embargo, también practican en gran parte el budismo tibetano). 
Una de los mayores cultos en China es el Falun Gong, muy perseguido desde 1999. Diversas organizaciones de derechos humanos y los propios seguidores de Falun Gong (también conocido como Falun Dafa) afirman que se trata de una persecución religiosa.